# Cebolla (kommun)
Cebolla är en kommun i Spanien.   Den ligger i provinsen Toledo och regionen Kastilien-La Mancha, i den centrala delen av landet, 90 km sydväst om huvudstaden Madrid. Antalet invånare är 3 862. Arean är 37 kvadratkilometer.
Terrängen i Cebolla är lite kuperad.